# Amniclineus zhujiangensis
Amniclineus zhujiangensis is een snoerwormensoort uit de familie van de Lineidae. De wetenschappelijke naam van de soort is voor het eerst geldig gepubliceerd in 1991 door Gibson & Qi.